# Just Take My Heart
Just Take My Heart is een nummer van de Amerikaanse hardrockband Mr. Big uit 1992. Het is de vierde en laatste single van hun tweede studioalbum Lean into It.
Het nummer is een power ballad die gaat over de eerste vrouw van Mr. Big-zanger Eric Martin. De tekst beschrijft Martins gevoelens tijdens de laatste nacht met haar. "Just Take My Heart" werd in een aantal landen een klein hitje. In zowel de Amerikaanse Billboard Hot 100 als de Nederlandse Top 40 haalde het de 16e positie. In de Vlaamse Radio 2 Top 30 kwam het niet verder dan de 26e positie.